# Vår franska fröken
Vår franska fröken (engelska: A French Mistress)
är en brittisk komedifilm från 1960 i regi av Roy Boulting.
Filmen bygger på Sonnie Hales pjäs The French Mistress.

## Handling
Uppståndelsen blir stor när den nya franskläraren på Melbury Primary School visar sig vara en lärarinna. Även elevernas fäder visar stort intresse.

## Rollista i urval
- Cecil Parker - rektor Crane
- James Robertson Justice - Robert Martin
- Ian Bannen - Colin Crane
- Agnès Laurent - Madeleine Lefarge
- Raymond Huntley - pastor Edwin Peake
- Irene Handl - fanjunkare Hodges
- Thorley Walters - överste Edmonds
- Athene Seyler - Beatrice Peake
- Kenneth Griffith - mr Meade